# Copa de Luxemburgo
La Copa de Luxemburgo (en francés Coupe de Luxemburg) es la segunda competición futbolística de Luxemburgo, Se disputa anualmente desde el año 1922 de forma ininterrumpida, excepto durante la ocupación alemana en la Segunda Guerra Mundial, está organizada por la Federación Luxemburguesa de Fútbol.
La final hasta el año 2019 se disputó en el Estadio Josy Barthel, desde la edición de 2021-22 la final se lleva a cabo en el Stade de Luxembourg.

## Formato
Las eliminatorias son a partido único y el equipo campeón accede a la primera ronda de clasificación de la Liga Europa de la UEFA.

## Palmarés

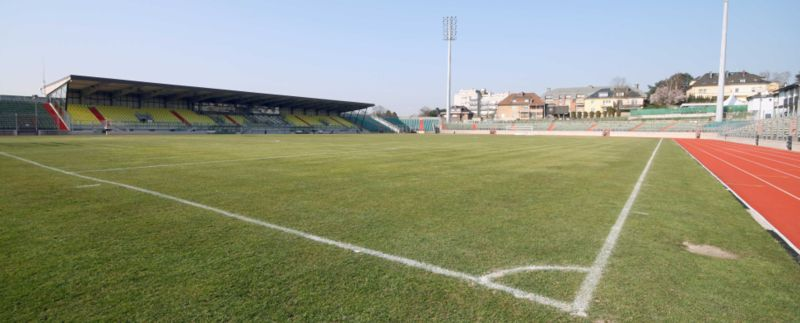
Estadio Josy Barthel albergó la final de copa hasta 2019.

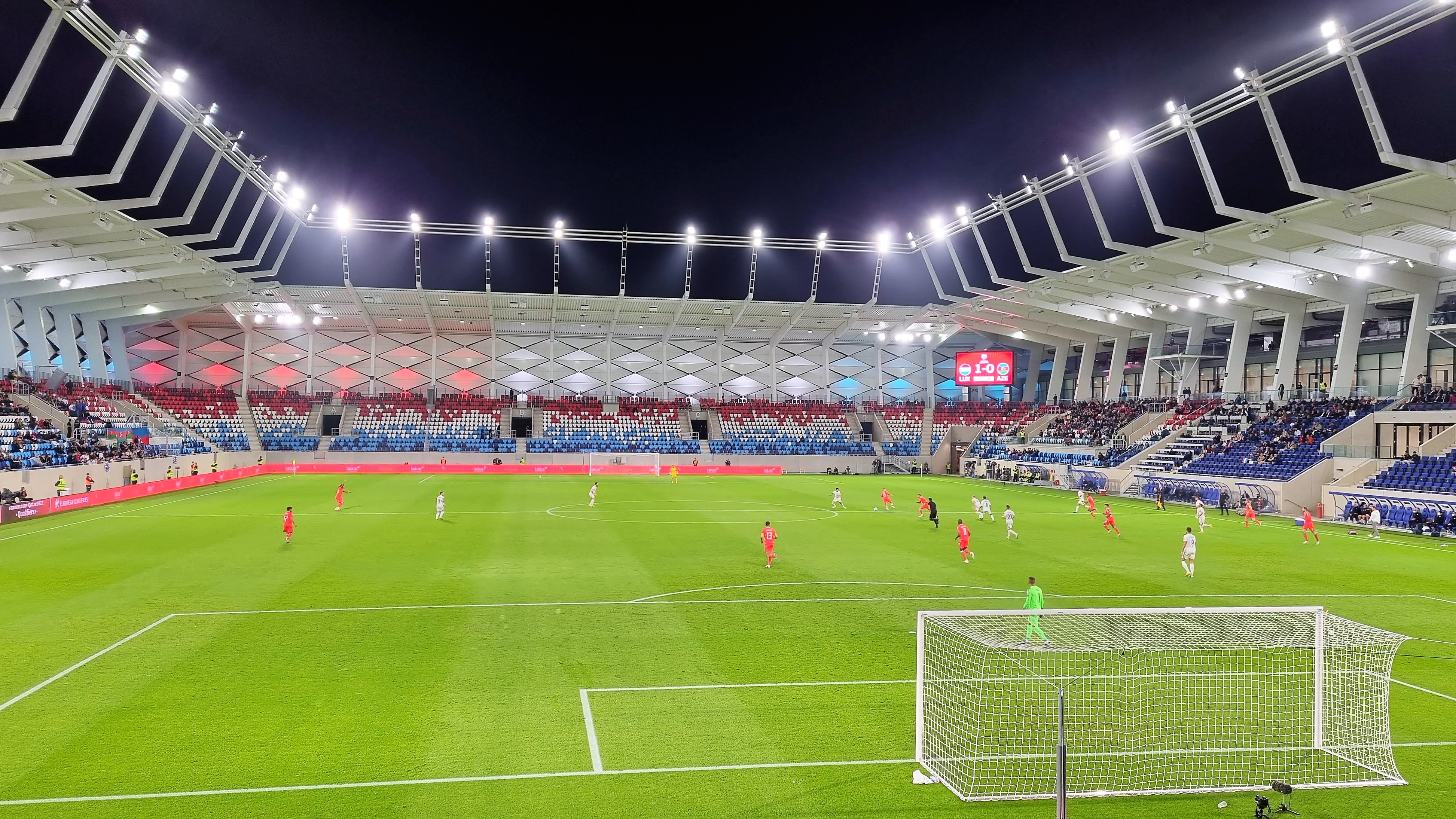
Stade de Luxembourg sede de la final desde 2022.

| Temporada | Campeón                                      | Resultado                                    | Finalista                                    |
| --------- | -------------------------------------------- | -------------------------------------------- | -------------------------------------------- |
| 1921-22   | Racing Club Luxembourg                       | 2 - 0                                        | Jeunesse Esch                                |
| 1922-23   | Fola Esch                                    | 3 - 0                                        | Union Luxemburg                              |
| 1923-24   | Fola Esch                                    | 2 - 0                                        | Red Boys Differdange                         |
| 1924-25   | Red Boys Differdange                         | 3 - 0                                        | Spora Luxemburg                              |
| 1925-26   | Red Boys Differdange                         | 5 - 2                                        | Union Luxemburg                              |
| 1926-27   | Red Boys Differdange                         | 3 - 2                                        | Jeunesse Esch                                |
| 1927-28   | Spora Luxemburg                              | 3 - 3, 5 - 2 (rep.)                          | Stade Dudelange                              |
| 1928-29   | Red Boys Differdange                         | 5 - 3                                        | Spora Luxemburg                              |
| 1929-30   | Red Boys Differdange                         | 2 - 1                                        | Spora Luxemburg                              |
| 1930-31   | Red Boys Differdange                         | 5 - 3                                        | Spora Luxemburg                              |
| 1931-32   | Spora Luxemburg                              | 2 - 1                                        | Red Boys Differdange                         |
| 1932-33   | Progrès Niedercorn                           | 4 - 1                                        | Union Luxemburg                              |
| 1933-34   | Red Boys Differdange                         | 5 - 2                                        | Spora Luxemburg                              |
| 1934-35   | Jeunesse Esch                                | 4 - 2                                        | Red Boys Differdange                         |
| 1935-36   | Red Boys Differdange                         | 2 - 0                                        | Stade Dudelange                              |
| 1936-37   | Jeunesse Esch                                | 3 - 0                                        | Union Luxemburg                              |
| 1937-38   | Stade Dudelange                              | 1 - 0                                        | National Schifflange                         |
| 1938-39   | US Dudelange                                 | 2 - 1                                        | Stade Dudelange                              |
| 1939-40   | Spora Luxemburg                              | 6 - 2                                        | Stade Dudelange                              |
| 1941-1944 | No se disputó por la Segunda Guerra Mundial  | No se disputó por la Segunda Guerra Mundial  | No se disputó por la Segunda Guerra Mundial  |
| 1944-45   | Progrès Niedercorn                           | 2 - 0                                        | Spora Luxemburg                              |
| 1945-46   | Jeunesse Esch                                | 3 - 1                                        | Progrès Niedercorn                           |
| 1946-47   | Union Luxemburg                              | 2 - 1                                        | Stade Dudelange                              |
| 1947-48   | Stade Dudelange                              | 1 - 0                                        | Red Boys Differdange                         |
| 1948-49   | Stade Dudelange                              | 1 - 0                                        | Racing Rodange                               |
| 1949-50   | Spora Luxemburg                              | 5 - 1                                        | Red Boys Differdange                         |
| 1950-51   | SC Tétange                                   | 1 - 1, 2 - 0 (rep.)                          | CS Grevenmacher                              |
| 1951-52   | Red Boys Differdange                         | 1 - 0                                        | Red Star Merl                                |
| 1952-53   | Red Boys Differdange                         | 2 - 1                                        | CS Grevenmacher                              |
| 1953-54   | Jeunesse Esch                                | 5 - 0                                        | CS Grevenmacher                              |
| 1954-55   | Fola Esch                                    | 1 - 1, 4 - 1 (rep.)                          | Red Boys Differdange                         |
| 1955-56   | Stade Dudelange                              | 3 - 1                                        | Progrès Niedercorn                           |
| 1956-57   | Spora Luxemburg                              | 2 - 1                                        | Stade Dudelange                              |
| 1957-58   | Red Boys Differdange                         | 2 - 1                                        | US Dudelange                                 |
| 1958-59   | Union Luxemburg                              | 3 - 1                                        | CS Grevenmacher                              |
| 1959-60   | National Schifflange                         | 3 - 0                                        | Stade Dudelange                              |
| 1960-61   | Alliance Dudelange                           | 3 - 2                                        | Union Luxemburg                              |
| 1961-62   | Alliance Dudelange                           | 1 - 0                                        | Union Luxemburg                              |
| 1962-63   | Union Luxemburg                              | 2 - 1                                        | Spora Luxemburg                              |
| 1963-64   | Union Luxemburg                              | 1 - 0                                        | Aris Bonnevoie                               |
| 1964-65   | Spora Luxemburg                              | 1 - 0                                        | Jeunesse Esch                                |
| 1965-66   | Spora Luxemburg                              | 2 - 0                                        | Jeunesse Esch                                |
| 1966-67   | Aris Bonnevoie                               | 1 - 0                                        | Union Luxemburg                              |
| 1967-68   | US Rumelange                                 | 0 - 0, 1 - 0 (rep.)                          | Aris Bonnevoie                               |
| 1968-69   | Union Luxemburg                              | 5 - 2                                        | Alliance Dudelange                           |
| 1969-70   | Union Luxemburg                              | 1 - 0                                        | Red Boys Differdange                         |
| 1970-71   | Jeunesse Hautcharage                         | 4 - 1                                        | Jeunesse Esch                                |
| 1971-72   | Red Boys Differdange                         | 4 - 3                                        | Aris Bonnevoie                               |
| 1972-73   | Jeunesse Esch                                | 3 - 2                                        | Fola Esch                                    |
| 1973-74   | Jeunesse Esch                                | 4 - 1                                        | Avenir Beggen                                |
| 1974-75   | US Rumelange                                 | 2 - 0                                        | Jeunesse Esch                                |
| 1975-76   | Jeunesse Esch                                | 2 - 1                                        | Aris Bonnevoie                               |
| 1976-77   | Progrès Niedercorn                           | 4 - 4, 3 - 1 (rep.)                          | Red Boys Differdange                         |
| 1977-78   | Progrès Niedercorn                           | 2 - 1                                        | Union Luxemburg                              |
| 1978-79   | Red Boys Differdange                         | 4 - 1                                        | Aris Bonnevoie                               |
| 1979-80   | Spora Luxemburg                              | 3 - 2                                        | Progrès Niedercorn                           |
| 1980-81   | Jeunesse Esch                                | 5 - 0                                        | Olympique Eischen                            |
| 1981-82   | Red Boys Differdange                         | 2 - 1                                        | US Rumelange                                 |
| 1982-83   | Avenir Beggen                                | 4 - 2                                        | Union Luxemburg                              |
| 1983-84   | Avenir Beggen                                | 4 - 1                                        | US Rumelange                                 |
| 1984-85   | Red Boys Differdange                         | 1 - 0                                        | Jeunesse Esch                                |
| 1985-86   | Union Luxemburg                              | 4 - 1                                        | Red Boys Differdange                         |
| 1986-87   | Avenir Beggen                                | 6 - 0                                        | Spora Luxemburg                              |
| 1987-88   | Jeunesse Esch                                | 1 - 0                                        | Avenir Beggen                                |
| 1988-89   | Union Luxemburg                              | 2 - 0                                        | Avenir Beggen                                |
| 1989-90   | Swift Hesperange                             | 3 - 3, 7 - 1 (rep.)                          | AS Differdange                               |
| 1990-91   | Union Luxemburg                              | 3 - 0                                        | Jeunesse Esch                                |
| 1991-92   | Avenir Beggen                                | 1 - 0                                        | CS Pétange                                   |
| 1992-93   | Avenir Beggen                                | 5 - 2                                        | F91 Dudelange                                |
| 1993-94   | Avenir Beggen                                | 3 - 1                                        | F91 Dudelange                                |
| 1994-95   | CS Grevenmacher                              | 1 - 1, 3 - 2 (rep.)                          | Jeunesse Esch                                |
| 1995-96   | Union Luxemburg                              | 3 - 1                                        | Jeunesse Esch                                |
| 1996-97   | Jeunesse Esch                                | 2 - 0                                        | Union Luxemburg                              |
| 1997-98   | CS Grevenmacher                              | 2 - 0                                        | Avenir Beggen                                |
| 1998-99   | Jeunesse Esch                                | 3 - 0                                        | FC Mondercange                               |
| 1999-2000 | Jeunesse Esch                                | 4 - 1                                        | FC Mondercange                               |
| 2000-01   | Etzella Ettelbruck                           | 5 - 3                                        | FC Wiltz 71                                  |
| 2001-02   | Avenir Beggen                                | 1 - 0                                        | F91 Dudelange                                |
| 2002-03   | CS Grevenmacher                              | 1 - 0                                        | Etzella Ettelbruck                           |
| 2003-04   | F91 Dudelange                                | 3 - 1                                        | Etzella Ettelbruck                           |
| 2004-05   | CS Pétange                                   | 5 - 0                                        | FC CeBra 01                                  |
| 2005-06   | F91 Dudelange                                | 3 - 2                                        | Jeunesse Esch                                |
| 2006-07   | F91 Dudelange                                | 2 - 1                                        | UN Käerjeng 97                               |
| 2007-08   | CS Grevenmacher                              | 4 - 1                                        | Victoria Rosport                             |
| 2008-09   | F91 Dudelange                                | 5 - 0                                        | UN Käerjeng 97                               |
| 2009-10   | FC Differdange 03                            | 1 - 0                                        | CS Grevenmacher                              |
| 2010-11   | FC Differdange 03                            | 1 - 0                                        | F91 Dudelange                                |
| 2011-12   | F91 Dudelange                                | 4 - 2                                        | Jeunesse d'Esch                              |
| 2012-13   | Jeunesse d'Esch                              | 2 - 1                                        | FC Differdange 03                            |
| 2013-14   | FC Differdange 03                            | 2 - 0                                        | F91 Dudelange                                |
| 2014-15   | FC Differdange 03                            | 1 - 1 (3-2 pen.)                             | F91 Dudelange                                |
| 2015-16   | F91 Dudelange                                | 1 - 0                                        | Mondorf-les-Bains                            |
| 2016-17   | F91 Dudelange                                | 4 - 1                                        | Fola Esch                                    |
| 2017-18   | Racing Union                                 | 0 - 0 (4-3 pen.)                             | US Hostert                                   |
| 2018-19   | F91 Dudelange                                | 5 - 0                                        | Etzella Ettelbruck                           |
| 2019-20   | Abandonado debido a la pandemia del COVID-19 | Abandonado debido a la pandemia del COVID-19 | Abandonado debido a la pandemia del COVID-19 |
| 2020-21   | Abandonado debido a la pandemia del COVID-19 | Abandonado debido a la pandemia del COVID-19 | Abandonado debido a la pandemia del COVID-19 |
| 2021-22   | Racing Union                                 | 3 - 2                                        | F91 Dudelange                                |
| 2022-23   | FC Differdange 03                            | 4 - 2                                        | Marisca Mersch                               |
| 2023-24   | Progrès Niedercorn                           | 1 - 1 (3-1 pen.)                             | Swift Hesperange                             |
| 2024-25   | FC Differdange 03                            | 2 - 2 (5-4 pen.)                             | F91 Dudelange                                |

## Títulos por club
| Club                       | Campeón | Subcampeón | Años campeón                                                                             |
| -------------------------- | ------- | ---------- | ---------------------------------------------------------------------------------------- |
| FA Red Boys Differdange †  | 15      | 9          | 1925, 1926, 1927, 1929, 1930, 1931, 1934, 1936, 1952, 1953, 1958, 1972, 1979, 1982, 1985 |
| Jeunesse d'Esch            | 13      | 12         | 1935, 1937, 1946, 1954, 1973, 1974, 1976, 1981, 1988, 1997, 1999, 2000, 2013             |
| Union Luxemburg †          | 10      | 10         | 1947, 1959, 1963, 1964, 1969, 1970, 1986, 1989, 1991, 1996                               |
| CA Spora Luxemburg †       | 8       | 8          | 1928, 1932, 1940, 1940, 1957, 1965, 1966, 1980                                           |
| F91 Dudelange              | 8       | 8          | 2004, 2006, 2007, 2009, 2012, 2016, 2017, 2019                                           |
| FC Avenir Beggen           | 7       | 4          | 1983, 1984, 1987, 1992, 1993, 1994, 2002                                                 |
| FC Differdange 03          | 6       | 1          | 2010, 2011, 2014, 2015, 2023, 2025                                                       |
| FC Progrès Niedercorn      | 5       | 3          | 1933, 1945, 1977, 1978, 2024                                                             |
| Stade Dudelange †          | 4       | 7          | 1938, 1948, 1949, 1956                                                                   |
| CS Grevenmacher            | 4       | 5          | 1995, 1998, 2003, 2008                                                                   |
| CS Fola Esch               | 3       | 2          | 1923, 1924, 1955                                                                         |
| US Rumelange               | 2       | 2          | 1968, 1975                                                                               |
| Alliance Dudelange †       | 2       | 1          | 1961, 1962                                                                               |
| Racing FC Union Luxembourg | 2       | –          | 2018, 2022                                                                               |
| FC Aris Bonnevoie †        | 1       | 5          | 1967                                                                                     |
| FC Etzella Ettelbruck      | 1       | 3          | 2001                                                                                     |
| US Dudelange †             | 1       | 1          | 1939                                                                                     |
| National Schifflange †     | 1       | 1          | 1960                                                                                     |
| CS Pétange †               | 1       | 1          | 2005                                                                                     |
| FC Swift Hesperange        | 1       | 1          | 1990                                                                                     |
| Racing Club Luxembourg †   | 1       | –          | 1922                                                                                     |
| SC Tétange                 | 1       | –          | 1951                                                                                     |
| Jeunesse Hautcharage †     | 1       | –          | 1971                                                                                     |
| FC Mondercange             | –       | 2          | -----                                                                                    |
| Racing Rodange †           | –       | 1          | -----                                                                                    |
| FC CeBra 01                | –       | 1          | -----                                                                                    |
| AS Differdange †           | –       | 1          | -----                                                                                    |
| Olympique Eischen †        | –       | 1          | -----                                                                                    |
| Red Star Merl †            | –       | 1          | -----                                                                                    |
| UN Käerjeng 97             | –       | 1          | -----                                                                                    |
| FC Wiltz 71                | –       | 1          | -----                                                                                    |
| FC Victoria Rosport        | –       | 1          | -----                                                                                    |
| US Mondorf-les-Bains       | –       | 1          | -----                                                                                    |
| US Hostert                 | –       | 1          | -----                                                                                    |
| Marisca Mersch             | –       | 1          | -----                                                                                    |

- † Equipo desaparecido.